# Wilhelm Leissring
Wilhelm Leissring (auch: Wilhelm Leißring; * vor 1895; † nach 1902) war ein in Österreich und Deutschland tätiger Bildhauer und Pädagoge.

## Leben

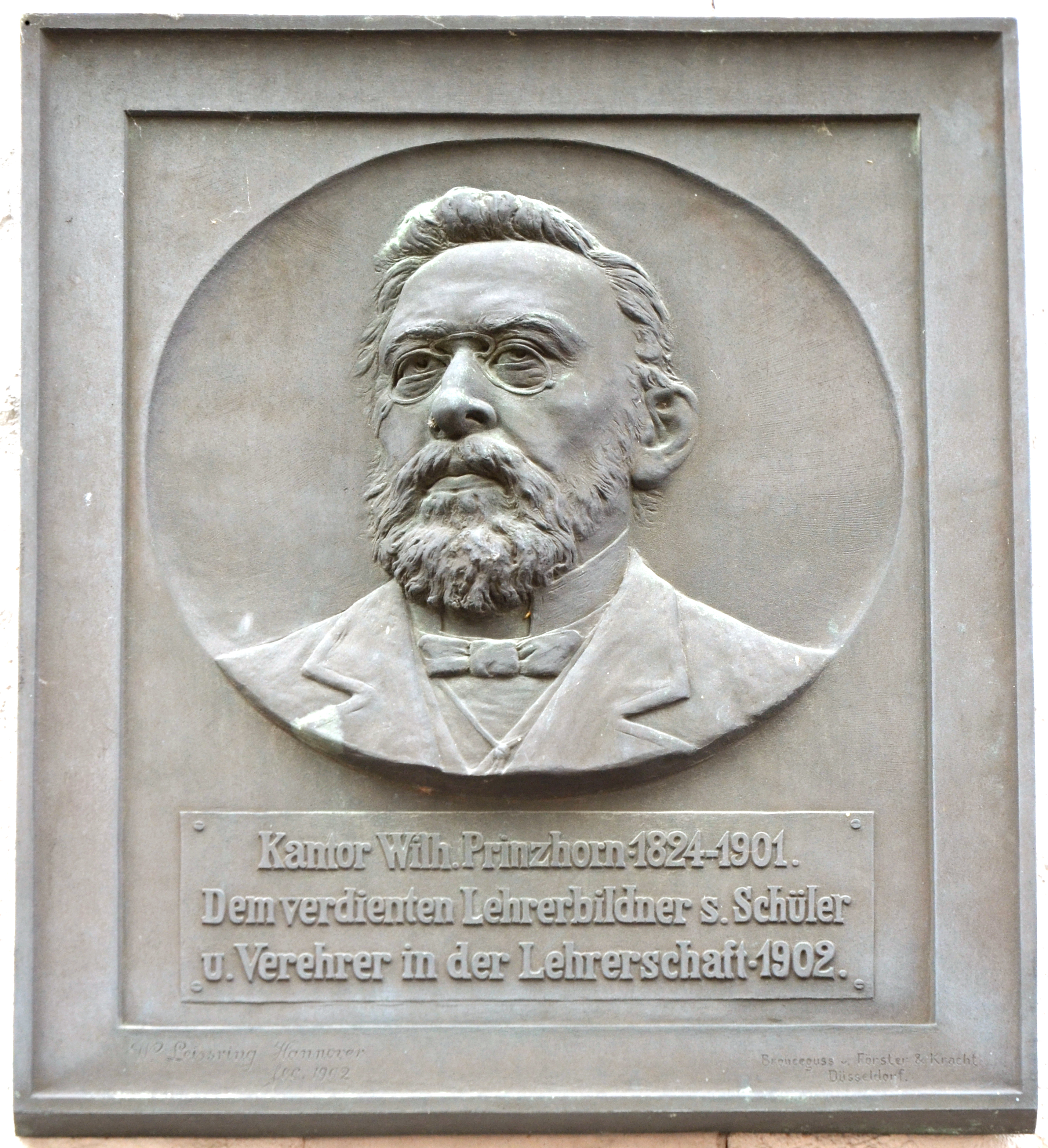
Gedenktafel für Wilhelm Prinzhorn;
1902 von Leissring in Hannover entworfen, gegossen von Förster & Kracht in Düsseldorf

Wilhelm Leissring wirkte Mitte der 1890er Jahre in Hannover als Bildhauer und Lehrer an der dortigen städtischen Handwerker- und Kunstgewerbeschule. Privat wohnte er seinerzeit in einem Mehrfamilienhaus in der Goethestraße 3A. Etwa zur selben Zeit erschienen von ihm über den in Leipzig ansässigen Verlag E. A. Seemann verschiedene Ausgaben zum Zeichnen nach plastischen Ornamenten. Die preiswerte Variante für 2 Mark mit dem Untertitel Ein systematischer Lehrgang beinhaltete zwölf lithographische Tafeln mit Text in einer Mappe. Aufwändiger und für 60 Mark zu haben war die Variante mit 12 Gipsmodellen „mit 55 Einzelmotiven und einer ausgebildeten Zierform, einschließlich Verpackung“. Solche „instruktiven Vorbilder für das Zeichnen nach dem Gipsmodell“ brachte „Leissring – Hannover“ noch Ende des 19. Jahrhunderts neben seinen Mitbewerbern „Baum – Berlin, Hesser – München, Huttenlocher – Stuttgart auf den Lehrmittelmarkt“.
Leissring wurde auch als „Wiener Bildhauer“ bezeichnet. Zeitweilig lässt er sich in der Weyringergasse 24 im IV. Bezirk von Wien nachweisen.

## Weitere bekannte Werke (Auswahl)
- Die Gedenktafel für den Kantor und Lehrerbildner Wilhelm Prinzhorn in Burgdorf (Region Hannover) trägt neben der Inschrift „W. Leissring Hannover / fec. 1902“ auch den Hinweis „Bronceguss v. Förster & Kracht / Düsseldorf“.[6]
- Die für den verstorbenen Komponisten Johannes Pache gegossene Bildnistafel im Stadtpark von Limbach wurde mutmaßlich von Wilhelm Leissring entworfen.[1]